# Эконационализм
Эконационализм (также экологический национализм и зелёный национализм) — идеология, синтезирующая идеи национализма и энваройнментализма.

## Описание
Эконационалисты считают, что в национальные интересы также входит и проблема защиты окружающей среды. Историк Гуннель Седерлов определяет эконационализм как «идеологию, нативистскую и космополитичную по своей природе, когда государство присваивает окружающую среду и экологическую политику как формы национальной гордости, тем самым консолидируя нацию».
В определении антропологов, часто проявляется в принятии природы как сущности вне культуры, которую необходимо защищать в ее первозданном и нетронутом состоянии, когда это возможно. В культурно-антропологических исследованиях эконационализм относится к иконизации местных видов и ландшафтов таким образом, который апеллирует к националистическим чувствам.
Эконационализм может быть как этническим, так и гражданским.

## Внутренние идеологии

### Биорегионализм
Биорегионализм — убеждение, согласно которому политические, культурные и экономические системы более устойчивы с экологической точки зрения и справедливы, если они организованы вокруг естественно определенных территорий, называемых приверженцами данной теории биорегионами. Биорегионалисты считают, что естественная география должна определять границы государства, что вполне соответствует националистической идеи о естественных границах. По этому признаку теорию биорегионализма определяют как связанную с эконационалистической.

### Связь экотуризма и эконационализма
Некоторые исследователи считают, что эконационалистические тенденции могут проявляться в экотуризме.

## Некоторые эконационалистические движения

### Каталония
Идеология Левой республиканской партии Каталонии некоторыми исследователями была отмечена как схожая с эконационализмом. В 2017 году они пытались через парламент Каталонии создать декларацию-законопроект о чрезвычайной климатической ситуации, которая предполагала принятие радикальных мер, таких как запрет гидроразрыва пласта, планирование закрытия всех ядерных объектов к 2027 году, что, по предположениям, привело бы к сокращению выбросов CO2 как минимум на 27 % к 2030 году. Однако Верховный суд Испании наложил вето на данный законопроект, сочтя его неконституционным, поскольку он выходит за рамки полномочий, предоставленных региональным парламентам Испании. Сеть действий в защиту климата заявляла, что данная партия борется за охрану окружающей среды даже больше главных зелёных партий Испании.

### Венгрия
Венгерская партия «Наша Родина» была описана как очень близкая к эконационализму. Например, данная партия призвала венгров проявить патриотизм путём поддержки удаления загрязняющих веществ из реки Тисы, возлагая вину за загрязнение на румынское и украинское правительства.